# Басије
Басије (фр. Bassuet) насеље је и општина у североисточној Француској у региону Шампањ-Арден, у департману Марна која припада префектури Витри ле Франсоа.
По подацима из 2011. године у општини је живело 261 становника, а густина насељености је износила 31,0 становника/km². Општина се простире на површини од 8,42 km². Налази се на средњој надморској висини од 130 метара.

## Демографија
| 1962. | 1968. | 1975. | 1982. | 1990. | 1999. | 2011. |
| ----- | ----- | ----- | ----- | ----- | ----- | ----- |
| 272   | 292   | 285   | 384   | 391   | 347   | 261   |

График промене броја становника у току последњих година